# Atletismo nos Jogos Olímpicos de Verão de 1896 - Salto triplo masculino
A competição dos Salto triplo masculino foi realizada no dia 6 de abril no Estádio Panathinaiko. 7 atletas competiram.

## Medalhistas
| Ouro   | USA James Connolly    |
| Prata  | FRA Alexandre Tuffèri |
| Bronze | GRE Ioannis Persakis  |

## Resultados
| Pos. | Atleta                | Marca        |
| ---- | --------------------- | ------------ |
|      | USA James Connolly    | 13,71 m      |
|      | FRA Alexandre Tuffèri | 12,70 m      |
|      | GRE Ioannis Persakis  | 12,52 m      |
| 4    | HUN Alajos Szokolyi   | 11,26 m      |
| 5    | GER Carl Schuhmann    | Desconhecido |
| 6-7  | GER Fritz Hoffmann    | Desconhecido |
| 6-7  | GRE Khristos Zoumis   | Desconhecido |

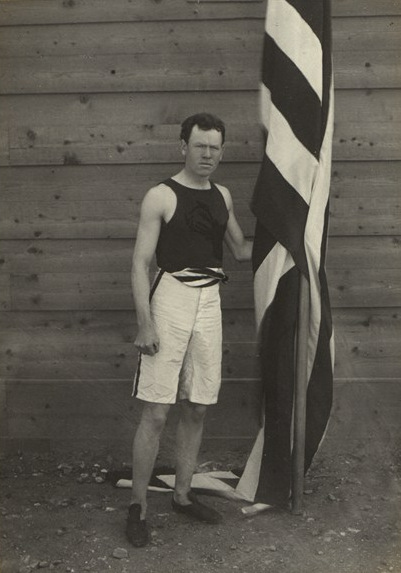
James Connolly, vencedor do salto triplo

As posições dos atletas entre o 6º e o 7º lugar não são conhecidas.